# Позу-Нову
Позу-Нову (порт. Pouso Novo) — муниципалитет в Бразилии, входит в штат Риу-Гранди-ду-Сул. Составная часть мезорегиона Восточно-центральная часть штата Риу-Гранди-ду-Сул. Входит в экономико-статистический микрорегион Лажеаду-Эстрела. Население составляет 2180 человек на 2006 год. Занимает площадь 106,532 км². Плотность населения — 20,5 чел./км².

## История
Город основан 29 апреля 1988 года.

## Статистика
- Валовой внутренний продукт на 2003 составляет 20 857 797,00 реалов (данные: Бразильский институт географии и статистики).
- Валовой внутренний продукт на душу населения на 2003 составляет 9537,17 реалов (данные: Бразильский институт географии и статистики).
- Индекс развития человеческого потенциала на 2000 составляет 0,771 (данные: Программа развития ООН).